# Patristiek

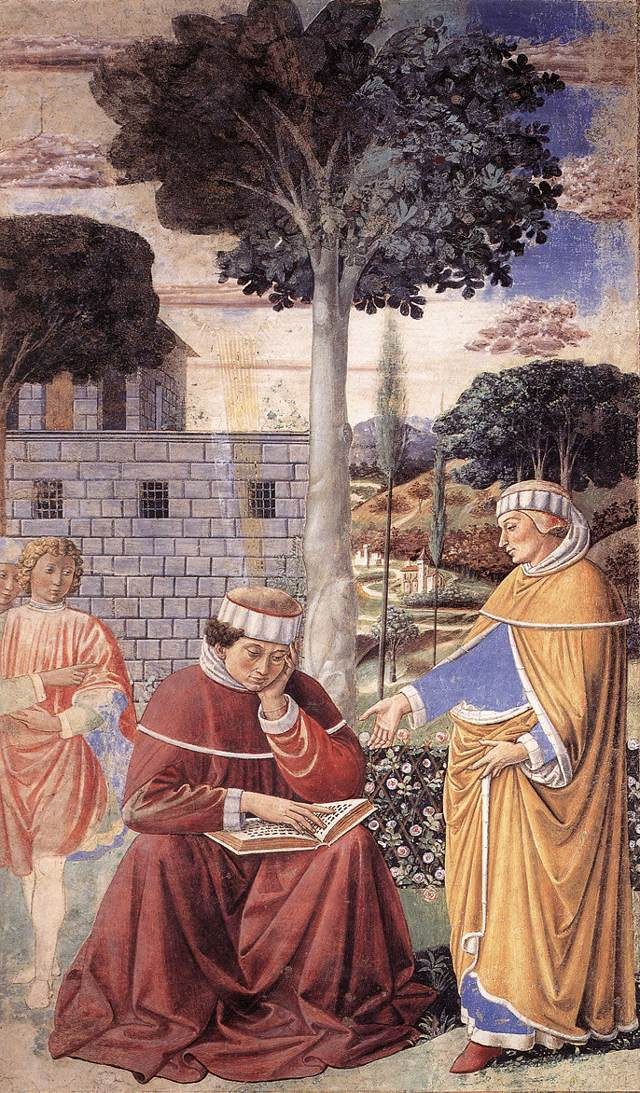
De bekering van Augustinus

Patristiek is de studie van vroeg-christelijke auteurs, velen van wie bekendstaan als de kerkvaders. In onderscheid met de patrologie, die zich vanuit katholiek perspectief alleen met de kerkvaders bezighoudt, richt de patristiek zich op alle vroeg-christelijke teksten. In de middeleeuwse, christelijke wijsbegeerte wordt de patristiek opgevolgd door de scholastiek. Als scheidslijn wordt gewoonlijk het jaar 800 genomen.
De naam patristiek stamt af van het Latijnse woord pater (pater/vader). De kerkvaders worden over het algemeen verdeeld in de anteniceense vaders en de niceense en postniceense vaders. De anteniceense vaders zijn degenen die vóór het Eerste Concilie van Nicea (325) al christelijke teksten schreven; de niceense en postniceense vaders zijn degenen die bij dit concilie of nadien dergelijke teksten hebben geschreven.
Het onderverdelen in Griekse en Latijnse schrijvers is ook een algemeen voorkomend fenomeen. Voorbeelden van hen zijn Justinus de Martelaar en Cyrillus van Alexandrië, die onder de Griekse schrijvers vallen, en de Latijnse schrijvers Tertullianus en Augustinus van Hippo.